# Делен
Делен (на английски: Delenn) от клана „Миър“ е измислена героиня от научнофантастичния сериал Вавилон 5. Тя е посланик на Федерация Минбари на станцията през петте сезона на продукцията. Освен това тя е и член на управляващото тяло на Минбарите, известно като „Сивия Съвет“ и носи титлата „сатай“. Делен е виден представител на „Религиозната каста“ и е ученичка на политическия и духовен лидер Дукат. Дипломатическият пост, който тя заема от 2257 г. до 2262 г. е само прикритие за много по-важна и съдбоносна мисия. Делен притежава мъдрост, решителност и силна воля. Нейните думи обикновено имат дълбок смисъл и способност да въздействат на околните.

## Известни реплики на героинята
- „ Делен пред Сивия Съвет: Призована, аз идвам. В името на Вейлън заемам мястото, подготвено за мен. Аз съм сива. Стоя между свещта и звездата. Ние сме сиви. Стоим между мрака и светлината.“
- „Нека ви кажа една тайна, капитане. Може би най-голямата тайна на всички времена. Молекулите на тялото ви са същите молекули, от които е съставена тази станция и мъглявината навън. Същите, които горят в ядрата на звездите. Ние сме този звезден материал, ние сме вселената, която се опитва сама да разбере себе си.“